# Acronicta albistigma
Acronicta albistigma là một loài bướm đêm thuộc họ Noctuidae. Nó được tìm thấy ở châu Á, bao gồm Đài Loan.